# Cantopop
Cantopop (zkratka pro „kantonskou populární hudbu“) nebo HK-pop (zkratka pro „hongkongskou populární hudbu“) je žánr populární hudby psaný ve standardní čínštině a zpívaný v kantonštině.
Žánr začal v 70. letech 20. století a od poloviny tohoto desetiletí se začal spojovat s hongkongskou populární hudbou. Cantopop poté dosáhl svého vrcholu popularity v 80. a 90. letech, poté od roku 2000 pomalu klesal a v 2010 zažil mírné oživení. Samotný termín „Cantopop“ byl vytvořen v roce 1978. Cantopop dosáhl své nejvyšší slávy díky fanouškovským základnám a koncertům na pevninské Číně, Tchaj-wanu, Singapuru, Malajsii, Jižní Koreji a Japonsku, zejména díky přílivu písní z hongkongských filmů.
Kromě západní pop music je Cantopop ovlivněn i jinými mezinárodními žánry, včetně jazzu, rock and rollu, R&B a dalších. Cantopop písně jsou téměř vždy prováděny v kantonštině.
Mezi nejvýznamnější hvězdy Cantopopu patří: Sam Hui, George Lam, Beyond，Sandy Lam, Aaron Kwok.

## Historie
20. léta 20. století
Západní hudba poprvé přišla do Číny ve 20. letech 20. století, konkrétně v Šanghaji. Umělci jako Zhou Xuan (周璇) hráli ve filmech a nahrávali populární písně. Zhou byla možná první čínská popová hvězda.
70. léta 20. století
Počátek zlatého věku (vzestup televize a moderního průmyslu)
Místní kapely napodobovaly britské a americké kapely. V roce 1973 se téměř současně objevily na trhu dva typy místní kantonské hudby: jeden typ inkasoval popularitu dramatických seriálů TVB založených na tradičnějších lyrických stylech. Druhý byl více západním stylu hudby z velké části z Polydor Hong Kong. Ve stejné době se televize rychle stávala nezbytností domácnosti, která veřejnosti nabízela zábavu zdarma.
80. léta 20. století
Zlatý věk Cantopop
Během osmdesátých let se Cantonpop dostal do vysokých pozic s umělci, producenty a nahrávacími společnostmi, kteří pracovali v harmonii. Hvězdy Cantopop jako Jacky Cheung a Danny Chan se rychle staly známými jmény. Průmysl používal skladby Cantopop v televizních dramatech a filmech, přičemž některé z největších soundtracků pocházely z filmů, jako je A Better Tomorrow (英雄本色).
90. léta 20. století
Éra čtyř nebeských králů (四大天王)
V průběhu 90. let dominovali v hudbě a v časopisech, televizi, reklamách a kině „Čtyři nebeskí králové“ (四大天王), jmenovitě Jacky Cheung, Andy Lau, Aaron Kwok a Leon Lai.

## Kritika
Neoriginálnost
Cantopop byl kritizován jako nevýrazný a neoriginální, protože většina hvězd má tendenci zpívat písně s podobnými tématy s důrazem na „maudlin love balads“. Cantopop obsahuje mnoho písní, které používají zahraniční a tradiční melodie, ke kterým byly napsány nové kantonské texty, včetně mnoha písní zlaté éry 80. let. To však odráží tradiční praxi a hodnoty čínské hudby, v nichž jsou oceňovány pouze texty a textaři, a mnoho písní zlaté éry 80. let, které přijímají zahraniční melodie, se stalo klasikou Cantonpop.